# Seu de la Demarcació del Col·legi d'Arquitectes
La Seu de la Demarcació del Col·legi d'Arquitectes és una obra de Lleida (Segrià) inclosa a l'Inventari del Patrimoni Arquitectònic de Catalunya.

## Descripció
Edifici que s'adapta a la topografia del solar, esglaonat en planta i secció llevat de la petita torre-mirador, adossada a la mitgera, que s'eleva des del seu basament de suport. Té grans obertures vidrades, protegides del sol per volades de formigó. Sobre la base s'erigeix un prisma cúbic.
L'immoble està format per dues parts ben diferenciades i que són destinades a diferents funcions: les plantes inferiors compten amb les àrees d'atenció al públic, exposicions, sales d'actes i aparcament, mentre que al cos cúbic es troben els despatxos i la biblioteca.